# Gullbranna naturreservat
Gullbranna naturreservat är ett naturreservat intill Gullbranna i Halmstads kommun i Hallands län, beläget vid Laholmsbukten.
Naturreservatet är 107 hektar stort, ägs av staten och bildades 1972. Här finns några av Hallands mäktigaste sanddyner. Innanför dynerna breder stora flygsandfält ut sig, som idag är klädda med planterad tallskog. Denna skog planterades under 1800-talet för att stoppa sandflykten.

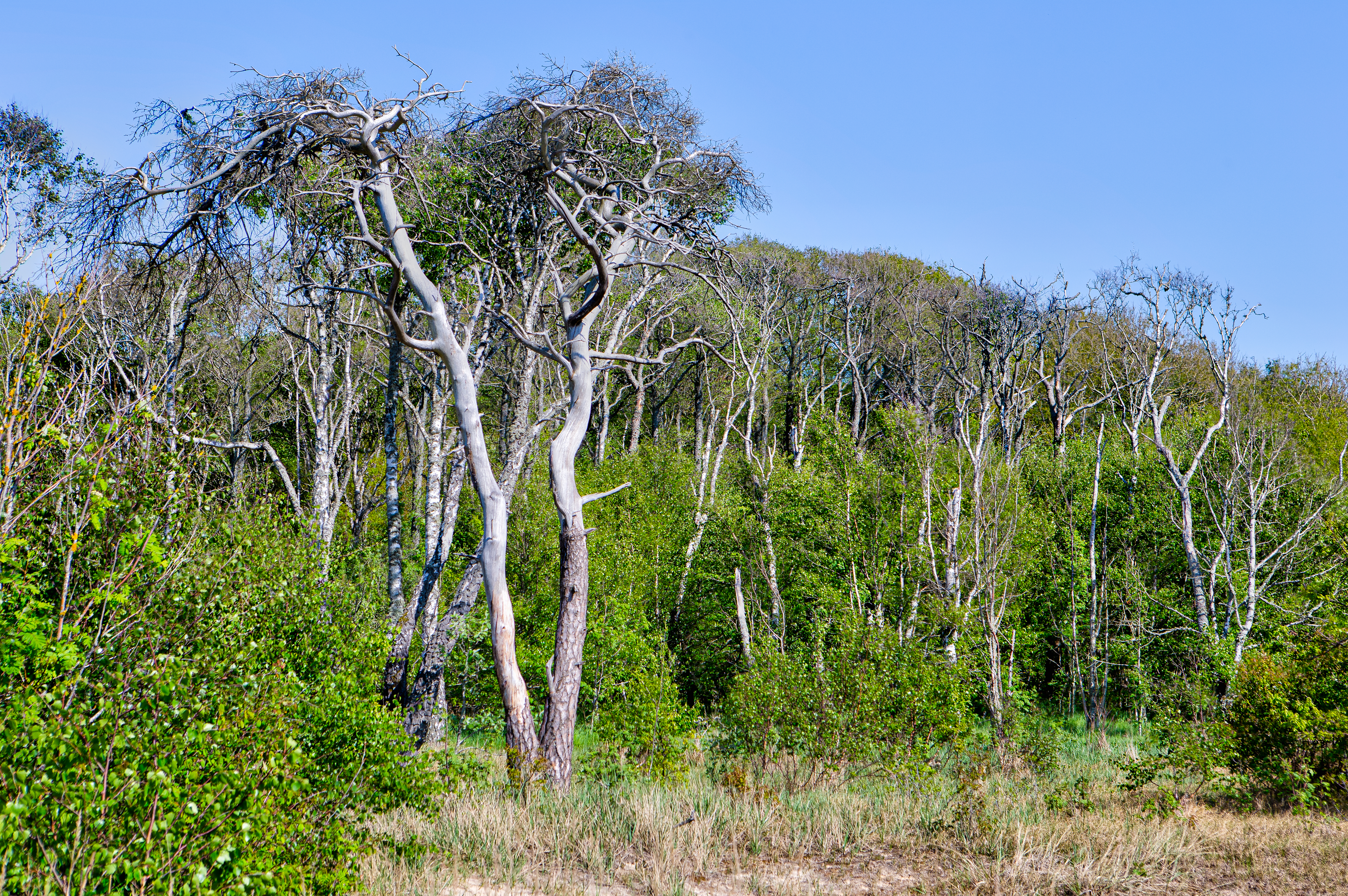
Strandskog
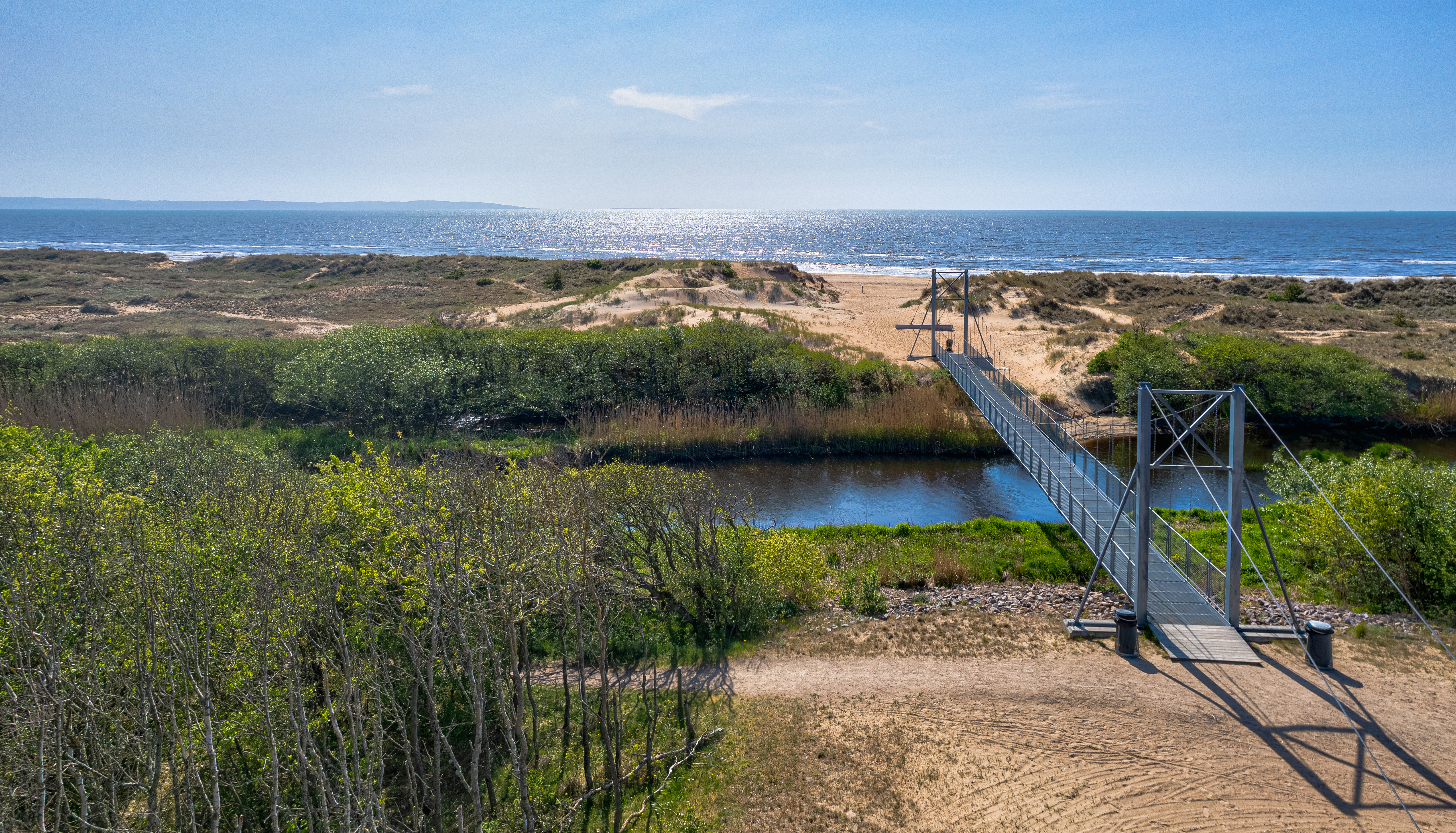
Bron över Genevadsån ger tillgång till stranden